# Weasel (DC Comics)
Weasel, noto anche nei primi adattamenti in italiano come La Donnola, è un personaggio dei fumetti DC Comics, nemico ricorrente di Firestorm nonché membro della Squadra Suicida.

## Biografia del personaggio
Cresciuto come un ragazzo timido e insicuro, John Monroe venne ripetutamente deriso dai compagni del college, che lo chiamavano Weasel (donnola) per il suo comportamento schivo e per il suo aspetto trasandato. Anni dopo, Monroe divenne un professore alla Vandeermer University, trovando come colleghi alcuni dei suoi persecutori passati, Monroe impazzì temendo che avrebbero potuto rovinare la sua ascesa e pertanto li uccise travestendosi con un costume da donnola. All'ateneo giunse presto Martin Stein e vedendo in lui un rivale Monroe provò ad ucciderlo: Stein tuttavia riuscì a trasformarsi in Firestorm e sconfisse facilmente il criminale.
Reclutato nella Squadra Suicida, Weasel partecipò alla missione per salvare il supereroe Hawk: nel corso dell'operazione egli contribuì ad una breve rivolta interna, tagliando la gola al Pensatore. Il comandante Rick Flag riuscì a sedare la ribellione, ma il destino di Weasel era ugualmente segnato: Flag infatti venne momentaneamente controllato dal casco del Pensatore, che con i suoi ultimi impulsi lo costrinse ad uccidere l'animalesco criminale trapassandogli il petto con un raggio laser.
Weasel apparse successivamente nel crossover La notte più profonda, apparendo come uno dei numerosi supercriminali deceduti entrati nel Corpo delle Lanterne Nere.

## Altri media

### Cinema
Weasel appare nel film del DC Extended Universe (DCEU) The Suicide Squad - Missione suicida (2021), interpretato da Sean Gunn. In questa versione egli è una vera e propria donnola antropomorfa apparentemente priva di intelletto che va in giro nuda. In passato ha assassinato ventisette bambini ed è implicito che sia stata inviata in missione senza il suo consenso. Reclutato nella Squadra Suicida per attaccare l'isola di Corto Maltese, egli suscita reazioni contrastanti tra i compagni, come la gioia della folle Harley Quinn o il terrore del mercenario Blackguard: quando il gruppo si lancia in mare per raggiungere l'isola tuttavia Weasel annega prima ancora che la missione inizi, dato che nessuno aveva appurato se sapesse nuotare. Dopo i titoli di coda tuttavia si scopre che egli è sopravvissuto simulando (involontariamente o meno) la sua morte e pertanto fugge via dalla spiaggia di Corto Maltese.

### Televisione
Il personaggio appare nella serie animata Creature Commandos appartenente all'universo cinematografico condiviso della DC, il DC Universe (DCU) e collegata al film The Suicide Squad - Missione suicida, doppiato da Sean Gunn.
Durante la serie si scopre che  è stato incarcerato per un malinteso poiché i bambini per cui era stato accusato di omicidio, sono morti a causa di un incendio mentre lui cercava di salvarli.